# Šabanci (gmina Ilijaš)
Šabanci – wieś w Bośni i Hercegowinie, w Federacji Bośni i Hercegowiny, w kantonie sarajewskim, w gminie Ilijaš. W 2013 roku liczyła 4 mieszkańców, z czego większość stanowili Serbowie.